# Akua Dixon
Akua Patricia Dixon (Turre) (New York, 14 juli 1948) is een Amerikaanse jazzmuzikante (zang, cello) en componiste, die zich niet alleen onderscheidde in de klassieke-, maar ook in de avant-gardejazz.

## Biografie
Dixon is afkomstig uit een muzikale familie. Samen met haar zus en violiste Gayle Dixon formeerde ze in 1972 na haar klassieke muziekstudie het strijkerskwartet Quartette Indigo, dat op albums Carmen McRae, James Blood Ulmer en Dizzy Gillespie (Winter in Lisbon) begeleidde. Ook werkte ze vaak met de Brooklyn Philharmonic. Tijdens de jaren 1970 leerde ze zang en cello spelen in de scholen van Harlem en in het New Muse Community Museum van Brooklyn (New York).
Ze trad op met Duke Ellington, behoorde tot Lisle Atkinsons Neo-Bass Ensemble en schreef arrangementen voor Lauryn Hill en Aretha Franklin. Ze was vaak betrokken bij producties van Steve Turre, met wie ze van 1978 tot 2012 was getrouwd en twee kinderen had. In 1989 schreef ze samen met Aishah Rahman The Opera of Mary Laveau. Dixon was tussen 1972 en 2016 betrokken bij 58 opnamesessies op het gebied van de jazz. Ze is o.a. te horen op albums van Archie Shepp, Chico Hamilton, Woody Shaw, Henry Threadgill (Lost in the Stars: The Music of Kurt Weill, 1985), Don Cherry, Charles Tolliver, Dom Um Romao, Buster Williams, Judi Silvano, David Byrne, Jackie Cain & Roy Kral, Monday Michiru, Betty Carter (The Music Never Stops) en James Carter.
In 2009/2010 nam Dixon haar debuutalbum Moving On op met Ron Jackson, Dwayne Burno en Willie Jones III. In 2014 bracht ze een gelijknamig album uit, waaraan Kenny Davis en Regina Carter en haar kinderen Orion und Andromeda Turre hadden meegewerkt. In 2017 volgde het album Akua's Dance met o.a. Freddie Bryant, Russell Malone, Kenny Davis, Ron Carter en  Victor Lewis. In 2017 werd ze genomineerd bij de JJA Awards van de Jazz Journalists Association in de categorie «Jazz-violist».

## Discografie
- 1997: Quartette Indigo Afrika! Afrika!
- 2015: Akua Dixon (met John Blake jr., Regina Carter, Kenny Davis, Patrisa Tomassini, Ina Paris, Gwen Laster, Chala Yancy, Andromeda Turre, Orion Turre).